# Pipilotti Rist
Elisabeth Charlotte Rist (1962, Grabs, Sankt Gallen, Suiza) es una reconocida videoartista.  Su obra es colorista y utiliza el mismo lenguaje visual que la industria audiovisual, aunque en sus contenidos siempre encontramos crítica. Se considera feminista y cree que aunque el trabajo duro ya lo hicieron las generaciones anteriores, todavía hay que encontrar nuevas proposiciones que permitan romper determinados códigos
Conocida como Pipilotti Rist debe su nombre a Pippi Langstrump, personaje de una serie infantil de televisión, creado por la escritora sueca Astrid Lindgren y al apodo familiar de Lotti.
Actualmente vive y trabaja entre Zúrich y Los Ángeles.

## Biografía
Elisabeth Charlotte Rist nació en 1962 en Grabs, Sankt Gallen, Suiza. Creció en una zona rural de Suiza, Rheintal, cerca de la frontera austriaca, donde su padre era médico y su madre maestra.
A los 20 años fue a estudiar arte comercial, ilustración y fotografía en el Instituto de Artes Aplicadas de Viena, Austria donde estuvo hasta 1986. Posteriormente estudió video en la Escuela de Diseño (Schule für Gestaltung) en Basilea, Suiza.
Trabajó en distintas empresas relacionadas con el diseño gráfico y el vídeo. Siempre se interesó  por las nuevas tecnologías y las posibilidades que permitían de trabajar la imagen y el sonido.
Después de trabajar un tiempo como diseñadora gráfica en Suiza, se unió a la banda post-punk Les Reines Prochaises. Esta banda tuvo bastante éxito en Europa en esa época. Para esta banda hizo sus primeros vídeos.
En el año 2002 fue invitada por el profesor Paul McCarthy para impartir clases como profesora visitante en la Universidad de California (UCLA)
Pipilotti Rist vive actualmente con su compañero Balz Roth, con el que tiene un hijo, Himalaya.

## Obra
Sus obras tienen una gran factura formal, consiguen mostrar la belleza de cosas que  normalmente se consideran feas.  Pipilotti rompe las barreras físicas, los espacios interpersonales y aspira a que la obra se convierta en algo totalmente público sin restricciones de tiempo o aforo.No se trata de que el espectador comprenda la obra, sino de que la experimente, que se enfrente a fenómenos que escapan a su capacidad de reflexión, que la obra se convierta en un acontecimiento.
A pesar de ser reivindicativa, feminista, a pesar de que su obra denuncia lo que está mal, no trata de transmitir dolor o desesperación como hacen otros videoartistas. Pipilotti, según sus propias palabras, intenta dar ánimo con su obra, no quiere ser subversiva, solo para contentar a los críticos de arte.
Su obra es entendible por el gran público, es brillante, de colores saturados, alegre y divertida.En contraste con otros muchos artistas conceptuales, sus coloridos y musicales trabajos transmiten una sensación de felicidad y sencillez. Según el crítico norteamericano Peter Schjeldahl, “Pipilotti Rist no resuelve los problemas del arte contemporáneo. Hace que te olvides de ellos”
Uno de los temas que más le interesan y que se repiten en su trabajo es el cuerpo humano. El cuerpo es la persona sin clases sociales, ni género, ni tiempo; solo el ser humano y sus problemas para entender a los otros seres humanos. En la mayoría de sus obras aparece ella misma, también cuenta con la colaboración de la actriz y bailarina Ewelina Guzik
Sus obras, de gran formato, son complicadas técnicamente hablando y Pipilotti trabaja con un gran equipo de profesionales. Aunque le gusta conocer su opinión y confía plenamente en ellos, su obra es individual, ella toma todas las decisiones y el equipo no interfiere en este proceso.
Aunque la mayoría de sus trabajos son vídeos y videoinstalaciones, también ha hecho incursiones en otros ámbitos: La música, a la que otorga gran importancia en sus obras y en la que suele participar como compositora. En el 2005, coincidiendo con la exposición de su obra en el MUSAC de León, el sello Subterfuge publicó un disco con los temas que Pipilotti usó en sus videocreaciones.  La escultura, la poesía e incluso la arquitectura y el urbanismo como la Raiffeisenplatz que realizó en colaboración con el arquitecto Carlos Martínez, son disciplinas en las que también trabaja.

### Contexto cultural y artístico
Pipilotti pertenece a una generación de creadores multimedia que utilizan, y se sienten cómodos con ella, la tecnología para narrar. Artistas como Doug Aitken, Eija Liisa Ahtila, Ann Sofi Siden, Pierre Huyghe y Shirin Neshat.
Una generación que ha sido capaz de expandir el arte y ha hecho que el ir a galerías o museos se convierta en lo mismo que ir a la escuela o la iglesia.
Para estos artistas, el contar una historia o la estructura narrativa en sí, es una forma de expresión en sí misma, la materia prima  con la que crean su particular iconografía.

### Referentes, influencias y relaciones con el trabajo de otros videocreadores
Pipilotti Rist debe su nombre a Pippi Langstrump, personaje de una serie infantil de televisión, creado por la escritora sueca Astrid Lindgren. Pipi era una niña imaginativa y rebelde, que vivía sola y tenía una fuerza sobrehumana Pipilotti de niña admiraba a este personaje y ha heredado no solo el nombre, sino también un espíritu libre, crítico, un tanto irracional y hasta un poco gamberro.
Su obra tiene influencias de muchos artistas, entre otros de Warhol, Yoko Ono, Nam June Paik. Es heredera del pop art y de corrientes como Fluxus.
También le han influido cineastas como Vera Chytilová o Pasolini.
Algunos críticos consideran que su obra más temprana, en los 80, está relacionada con el estilo de la MTV, pero ella no está de acuerdo. Empezó a hacer este tipo de trabajo antes de que existiera la MTV, según sus palabras: “ La gente tiende a olvidar que ha habido películas musicales antes de MTV e hicieron cosas asombrosas con presupuestos muy pequeños.”
Utiliza la obra de otros artistas o los productos de la industria cultural para crear sus trabajos. Ha trabajado con otros artistas o directamente ha utilizado su obra reinterpretándola.

### Trayectoria y etapas
Mientras estudiaba en Viena realizó sus primeras obras en super 8 y fue pasando al vídeo en un proceso natural, ya que el vídeo le daba la posibilidad de tener un mayor control en todos los procesos del trabajo, cosa que no podía hacer en super 8, donde tenía que encargar a otros parte del trabajo y era un proceso mucho más caro.
Los primeros vídeos que hizo fueron para la banda Les Reines Prochaines,a la que perteneció entre los años 1980-1985. Fueron una serie de vídeos donde exploraba la voz y el cuerpo femeninos, mezclaba la música rock con la manipulación electrónica.
Al principio no se consideraba una artista, sino una diseñadora gráfica y realizadora de vídeos. Mandó su primer trabajo a un festival para conseguir entrar gratis. Empezó a tomar más en serio su trabajo después que los demás lo hicieran.
En los años 90 empezó a interesarse por la corriente artística que comenzaba a invadir el espacio con instalaciones, obras reproducibles que mezclan sonido, imagen, texto y vídeo y que están abiertas a la acción e intervención del espectador.
Pipilotti empezó a crear videoinstalaciones con una estética propia, basada en la televisión y los anuncios, así como en la obra de las feministas de los años 70 ( Cindy Sherman, Judy Chicago, Adrian Piper, Mary Kelly y Suzanne Lacy)
En 1997 participó por primera vez en la Bienal de Venecia y recibió el premio a la mejor artista joven. En el 2005 volvió a participar con su obra Homo sapiens sapiens.
En el 2011 vuelve con Iluminazione.
En el 2009 realizó un largometraje llamado Pepperminta con la actriz y bailarina Ewelina Guzik.

### Trabajos más importantes
Su primer vídeo conocido es I´m Not The Girl Who Misses Much (1986) A partir de un tema de The Beatles, Happiness is a Warm Gun  Rist muestra como baila ante la cámara con un vestido negro con el pecho descubierto y labios rojos. Las imágenes son monocromáticas y difusas. Canta "I'm not the girl who misses much"; su versión del estribillo de la canción  ("She's not a girl who misses much") Al final, la imagen se vuelve azul y poco a poco difusa. El sonido se detiene. Lo hizo a modo de terapia para superar una ruptura amorosa.
Rist cobró fama gracias a Pickelporno (1992), un trabajo sobre el cuerpo femenino, y la excitación sexual. La cámara, con un objetivo ojo de pez se mueve próxima a los cuerpos de una pareja. Las imágenes están cargadas de colores intensos, para percibirlas de una manera extraña, sensual y ambigua por el espectador.
En 1997 crea Ever is Over All, en él, una actriz va paseando alegremente por la calle, armada con una flor gigante con la que va destrozando los cristales de los coches. Una policía pasa a su lado y la saluda amablemente. El clip ha sido comprado por el MoMA de Nueva York.
Pamela (1997) Es una video instalación monocanal con una duración de 5 minutos de duración. La escena se desarrolla en el interior de un avión, teniendo como protagonista a una azafata de vuelo. Esta video instalación pertenece al Museo de Arte Contemporáneo Helga de Alvear de Cáceres y ha participado en las siguientes exposiciones:
- "Utopías en movimiento. Video en la Colección Helga de Alvear" (2004) en el Centro Atlántico de Arte Moderno de Las Palmas de Gran Canaria (España).
- "Contemporary Visions. Photographs and Videos from the Collection of Helga de Alvear" (2004-2005) en el Museo de Arte Wäinö Aaltonen en Turku (Finlandia).
- "Miradas y conceptos en la Colección Helga de Alvear" (2005) en el Museo Extremeño e Iberoamericano de Arte Contemporáneo de Badajoz (España).
- "When Speeds Become Form. Videoworks from Collection Helga de Alvear" (2007) en Oroom Gallery, Seúl (Corea del Sur).
- "Colección Helga de Alvear. El arte del presente" (2013) en CentroCentro Cibeles de Cultura y Ciudadanía, Madrid (España).

Open My Glade (2000) Se trata de una serie de 16 vídeos de 1 minuto de duración que fueron proyectados en la pantalla más grande de Times Square en Nueva York
Stir Heart, Rinse Heart (2003) Es una vídeo instalación multicanal encargada por el Museo de arte moderno de San Francisco. Diversos objetos de plástico, como tazas de café, cartones de huevos, tubos, colgaban del techo actuando como pantallas de proyección animadas.
En el año 2005 acudió a la Bienal de Venecia con la obra Homo sapiens sapiens, que fue la obra más elogiada por la crítica.
A la belle étoile (2007) Se trataba de una proyección al aire libre, en frente del Centro Pompidou en París. En la proyección aparecían nubes, fuegos artificiales y la propia artista.
Pour Your Body Out (2008) es una video instalación en el MoMA de Nueva York. Transforma el atrio del segundo piso en un maravilloso mundo en tecnicolor lleno de flores.
Su obra ha recibido además otros muchos premios y se encuentra representada en los principales museos de arte contemporáneo del mundo.

### Películas Super 8 y Videoinstalaciones
- 1984 - St. Marxer Friedhof (Cementerio de San Marx) - 4 minutos
- 1986 - Das Gute (El Bueno) - 9 minutos.
- 1986 - I'm Not The Girl Who Misses Much - 7:45 minutos. - Link Link 2 (Real Video)
- 1987 - Sexy Sad I - 4:36 minutosLink
- 1988 - (Entlastungen) Pipilottis Fehler - 11:10 minutos Link Archivado el 1 de febrero de 2008 en Wayback Machine.
- 1988 - Japsen. Con Muda Mathis - 12 minutos
- 1989 - Die Tempodrosslerin saust. Con Muda Mathis - 14 minutos
- 1990 - You Called Me Jacky - 4 minutos Link Archivado el 1 de febrero de 2008 en Wayback Machine.
- 1992 - Pickelporno - 12 minutos Link Link 2 Archivado el 20 de abril de 2008 en Wayback Machine.
- 1992 - Als der Bruder meiner Mutter geboren wurde, duftete es nach wilden Birnenblüten vor dem braungebrannten Sims - 4 minutosLink
- 1992 - Blue Bodily Lettre
- 1993 - Blutclip -	2:50 minutosLink
- 1994 - Selbstlos im Lavabad
- 1995 - I'm a Victim Of This Song - 5 minutos
- 1996 - Sip My Ocean - 8 minutos
- 1997 - Ever Is Over All
- 1997 - Pamela - 5 minutos Link
- 1998 - Remake of the Weekend Link
- 1999 - Regenfrau
- 1999 - Extremities
- 1999 - Vorstadthirn
- 2000 - Open My Glade - 1 Min. Link Archivado el 20 de abril de 2008 en Wayback Machine.
- 2000 - Himalaya's Sister's Living Room
- 2000 - Closet Circuit
- 2001 - The Belly Button Like a Village Square Link
- 2001 - Fliederstrudel (Fünf Uhr)
- 2001 - Related Legs Link
- 2004 - Herbstzeitlose
- 2005 - Homo sapiens sapiens - Gry Bay homepage with clip Archivado el 12 de marzo de 2008 en Wayback Machine.
- 2009 - Pepperminta - 84' - http://www.pepperminta.ch/

## Premios y reconocimientos
- 1988 - Premio del go FEMINIS ,Colonia
- 1991 - Beca de Swiss Federal Arts
- 1994 - Manor-Prize, Sankt Gallen
- 1994 - Premio a Videoarte de la Corporación de bancos Suizos Swiss Bank Corporation
- 1995 - Beca del Servicio de Intercambio académico Alemán (DAAD)
- 1997 - Premio 2000 de la Bienal de Venecia
- 1998 - Nominación al premio Hugo Boss
- 1999 - Wolfgang-Hahn-Preis
- 2001 - Premio de arte Ciudad de Zúrich
- 2004 - Premio 01 y profesor honorífico de la Universidad de las Artes, Berlín
- 2009 - Premio Joan Miró 2009

### Publicaciones
- 1998 - Himalaya, Pipilotti Rist 50 kg, incl. CD we can't. Oktagon Verlag: Cologne. ISBN 3-89611-072-1
- 1998 - Remake of the Weekend. incl.. CD. Oktagon: Cologne. ISBN 3-89611-046-2
- 2001 - Pipilotti Rist. Con contribuciones de Peggy Phelan, Hans Ulrich Obrist, Elisabeth Bronfen. Phaidon: London. ISBN 0-7148-3965-5
- 2001 - Apricots Along The Street. Scalo: Zúrich/Berlin/New York, ISBN 3-908247-50-0
- 2004 - Jestem swoja wlasna obca swinia (Ich bin mein eigenes fremdes Schwein/I am my own foreign pig). con Birgit Kempker. Centre for Contemporary Art/Centrum Sztuki Współczesnej: Warsaw. ISBN 83-88277-13-8

### Entrevistas
- Entrevista en kfunigraz.ac.at (Alemán)
- Entrevista en Jungle World, 15. April 1998 (Alemán)
- Entrevista en Afterimages 11/2000 Archivado el 19 de septiembre de 2009 en Wayback Machine.
- Entrevista en Art Journal, Winter 2000 Archivado el 22 de octubre de 2008 en Wayback Machine.
- Entrevista en Die Weltwoche 5/2004 (Alemán)
- Entrevista en Artszin.net
- Pipilotti Rist talks to with Hayward's Head Curator Stephanie Rosenthal about her exhibition Eyeball Massage
- Pipilotti Rist in conversation at her exhibition 'I Packed The Postcard in My Suitcase' at The Australian Centre for Contemporary Art.
- Time out. New York Times. Pipilotti Rist at MoMA
- El Cultural. El mundo. Pipilotti Rist, julio de 2010

- Datos: Q116054
- Multimedia: Pipilotti Rist / Q116054